# Cleptometopus parolivaceus
Cleptometopus parolivaceus là một loài bọ cánh cứng trong họ Cerambycidae.